# NGC 2423
NGC 2423 је расејано звездано јато у сазвежђу Крма које се налази на NGC листи објеката дубоког неба.
Деклинација објекта је - 13° 52' 17" а ректасцензија 7h 37m 6,7s. Привидна величина (магнитуда) објекта NGC 2423 износи 6,7. NGC 2423 је још познат и под ознакама OCL 592.